# Plectrone lugubris
Plectrone lugubris är en skalbaggsart som beskrevs av Oliver Erichson Janson 1883. Plectrone lugubris ingår i släktet Plectrone och familjen Cetoniidae. Inga underarter finns listade i Catalogue of Life.